# 난고촌 (오사카부)
난고촌(일본어: 南郷村)은 일본 오사카부 기타카와치군에 있던 촌이다. 현재의 다이토시 북서부에 해당한다.

## 역사
- 1889년 4월 1일 - 정촌제 시행에 의해 사사라군 난고촌이 성립하였다.
- 1896년 4월 1일 - 군 통합에 의해 기타카와치군이 성립하였다.
- 1956년 4월 1일 - 시조정, 스미노도정과 합병해 다이토시가 성립하여 동일 난고촌은 폐지되었다.

## 참고문헌
- 가도카와 일본 지명 대사전 27 大阪府